# シャブリ
シャブリ（フランス語: Chablis）は、フランス中東部、ブルゴーニュ＝フランシュ＝コンテ地域圏ヨンヌ県にあるコミューン。県都オセールの東、約18kmにある。
冷涼な気候と石灰層の地質を活かし、この村を含む17か村で作られる、ブルゴーニュを代表する辛口白ワイン「シャブリ」の産地として知られている。

## 姉妹都市
- オーファーヴェゼル、ドイツ